# James Anderson (1738-1809)
Pour les articles homonymes, voir James Anderson et Anderson.
Ne pas confondre avec son parfait homonyme James Anderson (1739-1808), mort à West Ham (Essex). Ils sont tous deux botanistes et nés à Long Hermiston.
James Anderson est un médecin et un botaniste britannique, né le 17 janvier 1738 et mort le 6 août 1809 à Madras.
Il est chirurgien auprès de la Compagnie anglaise des Indes orientales à partir de 1762 et médecin général en 1786. Il conduit des expériences de cultures dans le sud de l’Inde. Il fait paraître Varnish and Tallow-trees en 1791 et Culture of Bastard Cedar Trees on Coast of Coromandel en 1794. Il est membre de la Royal Society of Edinburgh. William Roxburgh (1751-1815) lui dédie le genre Andersonia.

## Source
- Ray Desmond (1994). Dictionary of British and Irish Botanists and Horticulturists including Plant Collectors, Flower Painters and Garden Designers. Taylor & Francis et The Natural History Museum (Londres).  (ISBN 0-85066-843-3)